# 原秀章
原 秀章（はら ひであき、1956年8月1日 - ）は、日本の競泳選手。専門はバタフライ。1976年モントリオールオリンピック・1980年モスクワオリンピック日本代表。元100m・200mバタフライ日本記録保持者。

## 経歴
横浜市立大綱中学校、尾道高校、早稲田大学卒業。
1973年世界水泳選手権で100mバタフライで日本タイ記録となる58秒00を出し、予選9位に入るも決勝進出はならなかった。
1974年のアジア競技大会では100mバタフライで優勝、200mバタフライで2位、400mメドレーリレーで優勝を果たした。
1975年世界水泳選手権では100mバタフライの予選で57秒43の日本新記録を出し、決勝に進出する。決勝でも57秒19の日本新記録を出し、8位となった。
1976年モントリオールオリンピックでは100mバタフライで予選56秒57・準決勝56秒52・決勝56秒34と3連続で日本新記録を更新し、7位に入る。競泳日本代表がオリンピックで1種目3連続日本新記録を出したのはアムステルダムオリンピックの200m平泳ぎで優勝した鶴田義行以来48年ぶり。200mバタフライでも日本新記録を出したが予選15位で敗退となる。
1980年、モスクワオリンピック日本代表に選出されたが、ボイコットにより2回目のオリンピック出場は果たせなかった。
全国中学・高校総体で優勝経験があり、日本学生選手権では100mバタフライで4連覇・200mバタフライで3連覇・400mメドレーリレーで4連覇と合計11度の優勝を果たしている。

## 主な実績
- 1970年全国中学校体育大会　200m個人メドレー優勝[1]
- 1971年全国中学校体育大会　100mバタフライ優勝[11]
- 1972年全国高等学校総合体育大会　100mバタフライ優勝[2]　400mメドレーリレー優勝[12]
- 1973年日本選手権　100mバタフライ優勝[13]
- 1973年世界水泳選手権　100mバタフライ9位（58.00　日本タイ記録）　200mバタフライ9位[14]
- 1974年日本選手権　100mバタフライ優勝[13]
- 1974年アジア競技大会[5]　100mバタフライ優勝　200mバタフライ2位
- 1975年世界水泳選手権[5]　100mバタフライ8位（57秒19　日本新記録　予選でも57秒43の日本新記録）　200mバタフライ15位[15]
- 1975年日本学生選手権　100mバタフライ優勝[10]　200mバタフライ優勝[3]　400mメドレーリレー優勝[3]
- 1976年モントリオールオリンピック[5]　100mバタフライ7位（56秒34　日本新記録）　200mバタフライ15位（2分04秒68　日本新記録）
- 1976年日本学生選手権　100mバタフライ優勝[10]　200mバタフライ優勝[3]　400mメドレーリレー優勝[3]
- 1977年日本学生選手権　100mバタフライ優勝[10]　200mバタフライ優勝[3]　400mメドレーリレー優勝[3]
- 1978年日本選手権　100mバタフライ優勝[13]
- 1978年日本学生選手権　100mバタフライ優勝[10]　200mバタフライ2位[3]　400mメドレーリレー優勝[3]
- 1979年日本選手権　100mバタフライ優勝[13]